# Myodocarpus lanceolatus
Myodocarpus lanceolatus là một loài thực vật có hoa trong họ Myodocarpaceae. Loài này được Dubard & R.Vig. mô tả khoa học đầu tiên năm 1908 nhưng chỉ tới năm 1919 mới được Guillaumin công bố hợp lệ.